# Rein van den Heuvel
Rein van den Heuvel (14 febbraio 1961) è un ex calciatore ed ex giocatore di calcio a 5 olandese.

## Carriera
Utilizzato nel ruolo di giocatore di movimento, come massimo riconoscimento in carriera vanta la partecipazione, con la Nazionale di calcio a 5 dei Paesi Bassi, al FIFA Futsal World Championship 1989 dove la nazionale orange ha conquistato il secondo posto alle spalle del Brasile, tuttora il miglior risultato dei Paesi Bassi al mondiale.